# Kallikles
Kallikles (gr. Καλλικλῆς "Pięknosław" od κάλλος "piękno" i κλέω "sławię", V wiek p.n.e.) – starożytny sofista grecki, znany tylko z dialogu Gorgiasz Platona. W dialogu tym twierdzi, że wszelkie prawa zostały ustanowione w celu ochrony słabszych przed silniejszymi, prawo nie jest wartością absolutną i jest z natury prawem silniejszego.